# Idiothauma
Idiothauma là một chi bướm đêm thuộc họ Tortricidae.

## Các loài
- Idiothauma africanum  Walsingham, 1897
- Idiothauma druidica  Meyrick, 1909
- Idiothauma malgassicella  Viette, 1958
- Idiothauma rigatiella  Ghesquire, 1940